# Banchetti

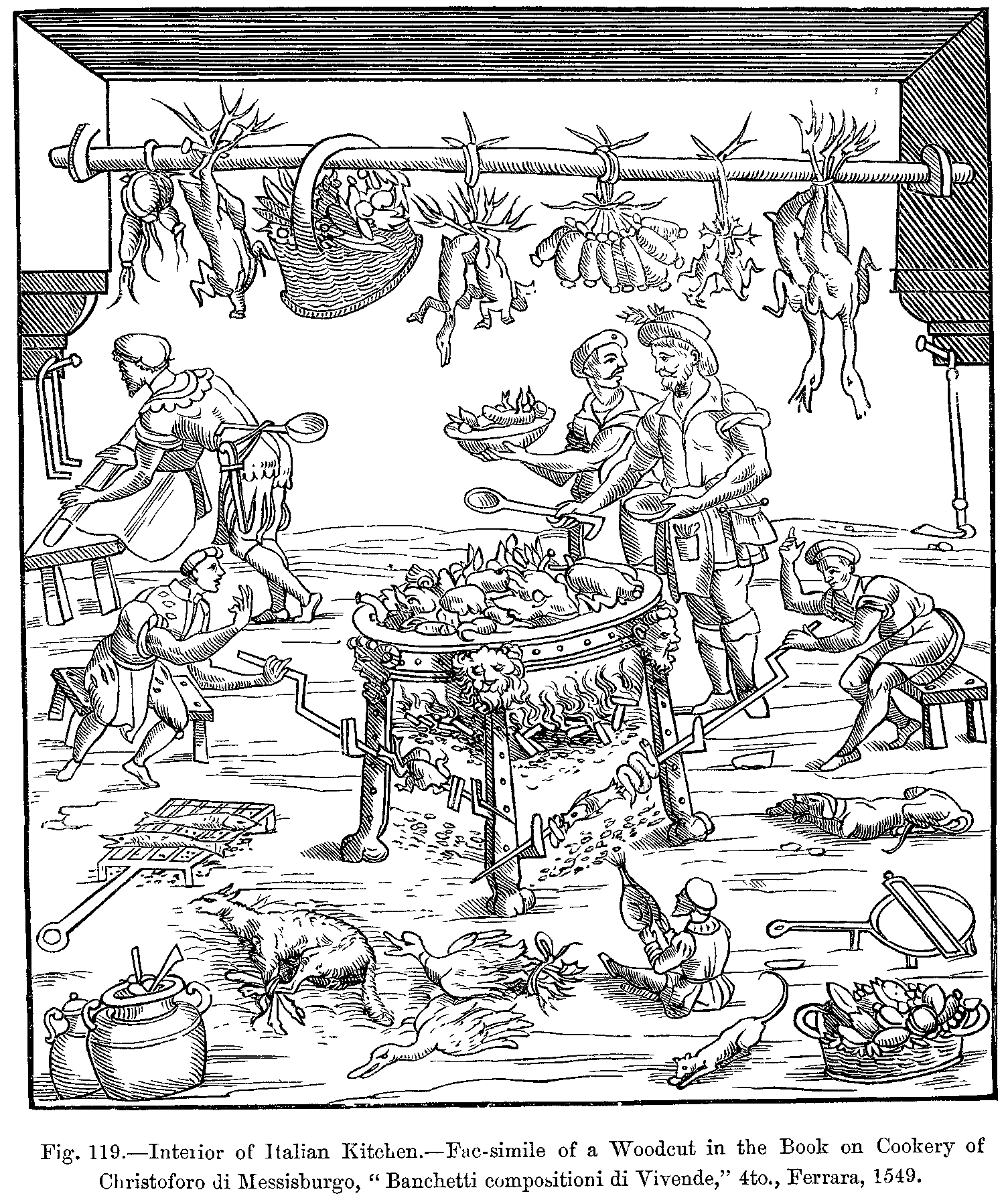
Intérieur de cuisine italienne, fac-similé de gravure sur bois, auteur inconnu, du livre de cuisine de Cristoforo da Messisbugo : Banchetti composizioni di vivande e apparecchio generale, 1549.

Banchetti, composizioni di vivande e apparecchio generale (en français : Banquets, compositions de menus et présentation générale) est un manuel de cuisine écrit par Cristoforo da Messisbugo, cuisinier italien de la Renaissance, qui était au service de la maison d'Este à Ferrare. L'ouvrage a été publié en 1549.
L'ouvrage est dédié au cardinal de Ferrare, Hippolyte d'Este.

## Œuvre
Maître de cérémonie, il rédige un livre de recettes : l'ouvrage, qui débute par une liste paginée des plats, décrit l'organisation de banquets, des décors à établir pour les nombreux convives, des ustensiles, des ingrédients, et le détail des préparations culinaires.